# Sóc lửa
Sóc lửa, tên khoa học Sciurus flammifer, là một loài động vật có vú trong họ Sóc, bộ Gặm nhấm. Loài này được Thomas mô tả năm 1904.